# Bois-le-Roi (Île-de-France)
Bois-le-Roi (pronuncia francese /bwa.lə.ʁwa/) è un comune francese di 5 804 abitanti situato nel dipartimento di Senna e Marna nella regione dell'Île-de-France.

## Società

### Evoluzione demografica
Abitanti censiti

## Monumenti e luoghi d'interesse
- Chiesa di San Pietro (Bois-le-Roi)